# Los Negritos de Huallanca
Los Negritos de Huallanca es una danza tradicional del Perú que se lleva a cabo entre las festividades navideñas y el año nuevo en el distrito de Huallanca, provincia de Bolognesi, región Áncash. Es una danza religiosa de devoción al niño Jesús cuyo origen está vinculado a la explotación minera de la región, en cuya operación se habría utilizado mano de obra esclava afrodescendiente proveniente de las haciendas de la costa norte del Perú. En la danza se ven representados personajes que formaron parte de las estructuras jerárquicas, económicas y sociales de la región. Cada uno de estos cumple un papel determinado en la danza en base a sus características propias y particulares.
En el año 2013, esta danza fue declarada "Patrimonio Cultural de la Nación". Esta declaración reconoce a la danza de los Negritos de Huallanca como una expresión cultural única y representativa de la identidad local.
Esta danza forma parte de una manifestación cultural y tradicional más amplia denominada "negrería", la cual se encuentra extendida por amplias regiones del Perú. En un principio, estas fueron realizadas por las comunidades afrodescendientes y, más adelante, asumidas por los pobladores indígenas de estas localidades.
Estas danzas, de raíces coloniales y republicanas, emergen a partir de la memoria colectiva de los habitantes de estas regiones que evoca el contacto perdido con estas etnia foránea a raíz de la proclamación de la independencia y de la eliminación de la esclavitud, con el subsecuente abandono del territorio de los Andes por parte de la comunidad afro andina.
Por lo tanto, esta recuperación de la presencia, del contacto y de las vivencias que tuvieron con la comunidad negra,se manifiesta a través del uso de máscaras que emulan los rasgos afros, lo que nos hace saber que estas son danzas ejecutadas por pobladores andinos que buscan representar la ausencia de esta comunidad étnica.El uso de estas máscaras no tiene un fin paródico, sino, en cambio, evocador.
Si bien en un inicio, durante estos periodos festivos, los patrones solían obligar a sus esclavos y a los indios a asistir a reuniones religiosas y a participar de estas danzas, con el tiempo derivó en un fervor religioso de carácter voluntario. En última instancia, esto evolucionó en la organización de cofradías o cuadrillas de devotos danzantes.
La danza de Los Negritos de Huallanca es una de las tradiciones más importantes del departamento de Ancash, realizada entre las festividades de Navidad y Año Nuevo. Es por ello que, de manera general, este tipo de celebración se encuentra tipificado dentro de las "danzas navideñas", "danzas religiosas" o "danzas de adoración". En esta danza que se centra en la adoración del niño Jesús, se ven representados los personajes titulares de la zona, como los ganaderos o los trabajadores mineros, así como el patrón de la hacienda junto con su esposa, sus asistentes y el oso, como el animal originario de la zona. Si bien esta expresión puede manifestar ciertas conexiones con otras del mismo tipo en regiones cercanas, como Huánuco, esta conserva características que son originales.
El caporal, quien es el encargado principal de la fiesta, coordina, junto a la municipalidad, los diversos compromisos asumidos por los demás participantes de la fiesta que se llevará a cabo —entre ellos, los músicos y las cuadrillas de negritos—. Un mes antes, la renovación del compromiso se efectúa por medio de un recordatorio o huillay con la entrega de una jarra de chicha de jora, roscas y pasteles para preservar dicho compromiso.
A inicios de diciembre, la cuadrilla de negritos empieza los ensayos la banda de músicos aparece un día antes del inicio de la festividad en la Plaza de Armas de Huallanca. El primer día de festividad la cuadrilla llega con un primer atuendo de ganaderos, personificando a los antiguos arrieros de la localidad. Asimismo, danzantes y músicos recorren la ciudad de Huallanca ejecutando coreografías, con pausas intermitentes de descanso, hasta el amanecer del día siguiente.
En el día central de la festividad empieza con el Pachawallay o amanecer de la tierra —a las tres de la mañana— en donde los danzantes, aun vestidos de ganaderos, realizan un pasacalle invitando al público a seguirlos. Después del desayuno dispuesto por el caporal, hace aparición la cuadrilla con su vestimenta de gala o de parada, interpretando diversos pasos y coreografías hasta la hora del almuerzo en casa del caporal. Posteriormente, continúan las danzas, pero de manera generalizada, con el público asistente. Al caer la tarde, la cuadrilla de negritos aparece para continuar el baile con la audiencia hasta horas de la noche.
Al tercer día de la festividad, el caporal y la cuadrilla de negritos presentan sus respetos a los nacimientos montados por diversas casas o instituciones particulares de la ciudad. Por la tarde, se da el anuncio de nombramiento del nuevo caporal para el siguiente año, cargo que asume de manera voluntaria.

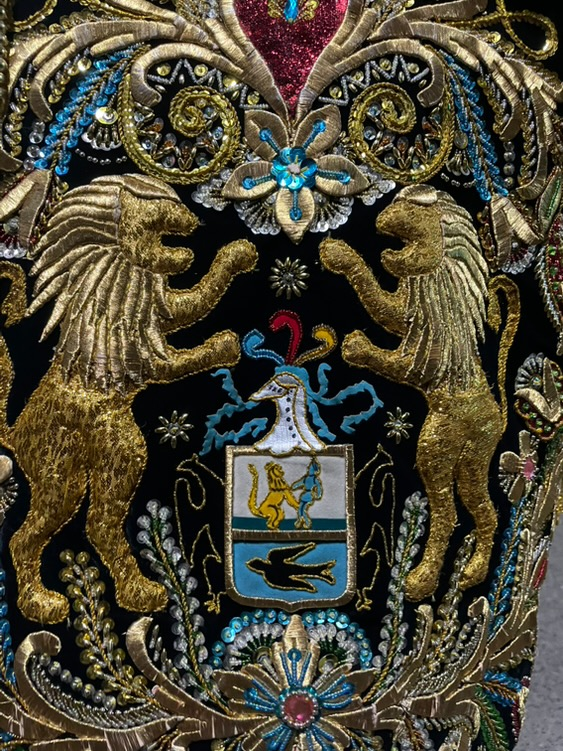
Detalle del traje tradicional de "Los negritos de Huallanca"

La vestimenta de los Negritos de Huallanca es un elemento importante de su tradición cultural y danza. El primer día de la celebración, la vestimenta se inspira en los ganaderos de la región, ya que esta zona, antes de convertirse en una zona minera, fue una zona ganadera. 
1. La máscara, de color negro, representa la unión entre la cultura africana y la andina.
2. El traje que usan los danzantes es un atuendo que incluye pantalones beige de montar, camisa, casaca de cuero y guantes de color negro.
3. El sombrero es de paja y de ala ancha con una cinta de color rojo, las botas vaqueras son de color negro o marrón, por debajo de la rodilla.[1]
4. Los instrumentos musicales que lleva cada danzante son un chicote y una campanilla.[7]

1. La cuadrilla: está conformada por doce a dieciséis parejas de danzantes varones encabezados por un puntero.
2. El puntero: es el Líder de la cuadrilla, dirige los pasos y piezas coreográficas y está encargado de realizar las visitas formales.
3. El patrón o Patirón: representa, de acuerdo a los día, a los dueños de las minas o de la hacienda. Es rol asumido por el bailarín más experimentado. Este usa una máscara de cuero claro que emula un rostro de raza blanca.
4. La dama o Mallica: este personaje representa a la esposa del patirón. Antiguamente, este rol era asumido por un varón. Hoy en día lo representa por una mujer sin máscara y vestida con un elegante traje de corte colonial.
5. Los abanderados: representan a los asistentes del patrón, se distinguen por usar vestuario más colorido y ligero. Eventualmente, es el que pone orden en la cuadrilla. Porta una bandera o un chicotillo.[1]
6. El oso con su amo: tiene un rol asociado a una función alegre o humorística. Mediante movimientos imprevistos, asusta al público con ademanes de querer robarles sus sombreros o alguna prenda.
7. El caporal: es el encargado de la fiesta y el que encabeza a la cuadrilla. Se caracteriza por portar un cetro o "regatón" como insignia de autoridad.[7]

Los pasos de la danza de "Los Negritos" de Huallanca se constituyen en intervalos de un tiempo, de dos tiempos y de tres tiempos. Esto implica aguardar el instante que indica la melodía, para realizar la media vuelta y, de esta manera, continuar con la misma secuencia. Asimismo, los tiempos de la danza cambian según los días: en la víspera se bailan dos tiempos, en el día principal tres tiempos y en la despedida, un tiempo.
La coreografía asociada a la representación de los negritos incluye diversas figuras, algunas de las cuales aluden a actividades emblemáticas en la historia de Huallanca, como la ganadería. Otras, en cambio, tienen un enfoque más religioso, como el acto de veneración durante la Misa de Gallo, realizado en homenaje al Niño Jesús.
1. El pachawalay: es una tradición típica de Huallanca que consiste en llevar la danza de "Los Negritos" por las principales calles de la ciudad.
2. La mudanza: consiste en una secuencia de pasos que aluden de manera humorística a diversas actividades de la vida cotidiana.
3. El serrucho: una coreografía que se distingue por su disposición en zigzag, en la que los integrantes se agrupan en parejas lideradas por el Patirón y la Mallica. Es un tipo de muliza que se caracteriza por tener una melodía distintiva.[1]
4. El ayhuallache o despedida: marca el cierre de la festividad, acompañado por huaynos interpretados por la banda. Comienza con el baile de los miembros de la cuadrilla junto con el público, recorriendo la plaza y las calles de Huallanca, y concluye en la casa del caporal.[7]